# Strangeways, Here We Come
Albums de The Smiths
Louder Than Bombs
(1987) Rank
(1988)
Strangeways, Here We Come est le quatrième et dernier album studio de The Smiths, paru en 1987. Son nom est une référence à la prison de Manchester, anciennement appelée Strangeways Prison.
Il est cité dans l'ouvrage de référence de Robert Dimery Les 1001 albums qu'il faut avoir écoutés dans sa vie et dans différentes autres listes.

## Liste des titres
Tous les titres sont composés par Morrissey et Johnny Marr.
1. A Rush and a Push and the Land Is Ours
2. I Started Something I Couldn't Finish (en)
3. Death of a Disco Dancer
4. Girlfriend in a Coma
5. Stop Me If You Think You've Heard This One Before
6. Last Night I Dreamt That Somebody Loved Me
7. Unhappy Birthday
8. Paint a Vulgar Picture
9. Death at One's Elbow
10. I Won't Share You